# Atlantisch orkaanseizoen 1993
Het Atlantisch orkaanseizoen 1993 duurde van 1 juni 1993 tot 30 november 1993. Het seizoen 1993 was wat activiteit betreft een beneden normaal seizoen. Dit was voornamelijk het gevolg van de sterke el Niño, die heerste vanaf 1991 tot 1994. Vaak is een el Niño verantwoordelijk voor een sterke stroming in de atmosfeer, die de formatie van tropische cyclonen bezuiden de 25e breedtegraad onderdrukt. Het seizoen telde tien tropische cyclonen, waarvan er acht promoveerden tot tropische storm en een naam kregen. Vier tropische stormen werden een orkaan en één orkaan groeide uit tot een majeure orkaan, dat wil zeggen van de derde categorie en hoger. Het seizoen 1993 kostte aan 274 mensen het leven, het grootste aantal slachtoffers vielen ten gevolge van Bret en Gert.

## Storm van de eeuw
In maart 1993 ontstond in Florida een kleine depressie zie zou uitgroeien tot 'De storm van de eeuw'. Verschillende depressies verenigden zich tot een groot systeem. Van Florida in het zuiden van de VS tot Newfoundland in Canada was het noodweer.

## Cyclonen

### Tropische depressie 1
Op 25 mei ontstond er in de buurt van Cozumel een doldrum, doordat de doldrums door een trog van lage druk in de middelste lagen van de atmosfeer boven de Golf van Mexico naar het noorden werden getrokken. Daarom ontstond er bij Cozumel een lagedrukgebied, toen boven dat gebied een tropische onweersstoring trok. Dit lagedrukgebied trok oostnoordoostwaarts en op 31 mei vormde zich tropische depressie 1 zich net ten oosten van Isla de la Juventud. De trog boven de Golf van Mexico gaf stroming boven tropische depressie 1, die verder naar het noordoosten trok over Cuba. Daardoor werd de ontwikkeling onderdruk en alle convectie weggeblazen en alle onweersbuien kwamen ten oosten van haar centrum terecht. Vooral boven Cuba bracht tropische depressie 1 zeer veel regen, tot meer dan 300 mm. De overstromingen die dit teweegbracht, kostten zeven mensen het leven. Ook boven het zuiden van Florida viel zeer veel regen. Op 1 juni trok tropische depressie 1 door de Bahama's en zij verloor de volgende dag ten noordoosten van de Bahama's haar tropische kenmerken. De extratropische depressie trok verder oostwaarts en loste snel op.

### Tropische storm Arlene
In de eerste juni ontstond er een gebied ten oosten van Nicaragua en Honduras met buien en convectie, dat zich langzaam naar het noordwesten uitbreidde, zodat er een brede storing ontstond boven het westen van de Caraïbische Zee. Echter de sterke westelijke stroming in de atmosfeer hield verdere ontwikkeling tegen. Op 16 juni ontstond er boven het gebied een anticyclonale circulatie op grote hoogte bovendien trok er vanuit het oosten een tropische onweersstoring binnen, zodat er op die dag een lagedrukgebied ontstond boven het schiereiland Yucatán. Door deze gunstige omstandigheden kon uit dit laag op 18 juni tropische depressie 2 ontstaan. Uitstoot van de depressie en de kern aan de grond lagen niet verticaal boven elkaar. Het hogedrukgebied op grote hoogte lag ten noordwesten van de kern van tropische depressie op zeeniveau en de anticyclonale circulatie boven in de atmosfeer trok de depressie naar het noordwesten. Hierdoor werd niet alleen de ontwikkeling en organisatie belemmerd, maar op 19 juni vormde zich onder de anticycloon een nieuwe kern, die dominant was en tropische depressie 2 deed promoveren tot tropische storm Arlene. Arlene landde de volgende dag ten zuiden van Corpus Christi, Texas met windsnelheden van 65 km/uur en een minimale druk van 1000 mbar. Arlene degradeerde na landing snel tot tropische depressie, die de volgende dag oploste.

### Tropische storm Bret
Op 1 augustus trok een tropische onweersstoring van de Afrikaanse kust westwaarts. De diepe convectie ontwikkelde zich de volgende dagen en op 4 augustus ontstond uit deze tropische onweersstoring tropische depressie 3 op 1850 km ten westzuidwesten van Kaapverdië. Door een rug van hoge druk, die vrijwel gedurende de gehele levensduur van de tropische cycloon ten noorden van haar lag, trok tropische depressie 3 en later Bret pal westwaarts. Op 5 augustus promoveerde tropische depressie 3 tot tropische storm Bret. Op 7 augustus landde Bret op Trinidad met windsnelheden van 95 km/uur en een druk van 1002 mbar. Dezelfde dag landde Bret in Venezuela met dezelfde intensiteit en trok langs de kust over de Caraïbische Zee naar het westen en landde op 8 augustus nogmaals in het uiterste noordwesten van Venezuela en trok over land verder over het uiterste noorden van Colombia. Daar botste Bret op een berg, de Pico Cristóbal Colón, waardoor ze degradeerde tot tropische depressie op 9 augustus. De volgende dag werd zij boven het zuidwesten van de Caraïbische Zee opnieuw een tropische storm en landde dezelfde dag in Nicaragua. Bret degradeerde op 11 augustus opnieuw tot tropische depressie, die boven de bergen van Nicaragua oploste. Bret bracht veel regen in Venezuela, tot meer dan 300 mm op sommige plaatsen, met als gevolg aardverschuivingen en modderstromen, die aan 173 mensen het leven kostten. Ook in Colombia viel één slachtoffer. In Nicaragua eiste Bret tien slachtoffers, waarvan negen ten gevolge van een schipbreuk. Bret richtte grote schade aan de koraalriffen van Curaçao, waar tot 50% van de koralen werden beschadigd. Ondanks de vele slachtoffers werd Bret niet van de lijst geschrapt en werd opnieuw gebruikt in het seizoen 1999 en het seizoen 2005.

### Tropische storm Cindy
Tropische depressie 4 ontstond ten oosten van de Bovenwindse Eilanden op 14 augustus uit een tropische golf, die op 8 augustus van de Afrikaanse kust westwaarts trok. Tropische depressie 4 trok naar het westnoordwesten en bereikte enkele uren na haar ontstaan Martinique, waar zij inmiddels was gepromoveerd tot tropische storm Cindy. Cindy behield haar koers door het noordoosten van de Caraïbische Zee richting Hispaniola en bereikte op 16 augustus haar hoogtepunt met windsnelheden tot 75 km/uur en een minimale druk van 1007 mbar, een zwakke tropische storm. Cindy won niet meer aan kracht omdat zij steeds dichter in de buurt kwam van de bergen van Hispaniola, waarop ze zich zou stuklopen. Nog dezelfde dag degradeerde zij tot tropische depressie, die die avond landde in de Dominicaanse Republiek en de volgende dag oploste.

### Tropische storm Dennis
Tropische depressie 5 ontstond op 23 augustus ten westen van Kaapverdië uit een lagedrukgebied, dat zich al boven Afrika in een tropische onweersstoring had ontwikkeld. Een trog van lage druk op grote hoogte trok tropische depressie naar het noordwesten en hoewel tropische depressie 5 de volgende dag promoveerde tot tropische storm Dennis, kon Dennis niet echt aan kracht winnen door koeler water en stroming in de atmosfeer, die zich op zijn pad bevonden. Dennis bereikte zijn top met windsnelheden van 85 km/uur en een minimale druk van 1000 mbar op 25 augustus. Daarna verzwakte Dennis gestaag en op 27 augustus degradeerde Dennis tot tropische depressie, die de volgende dag oploste boven de Atlantische Oceaan.

### Orkaan Emily
Op 17 augustus trok een tropische golf van de Afrikaanse kust westwaarts over Kaapverdië. Het duurde vijf dagen, voordat het systeem genoeg convectie en circulatie had ontwikkeld om te promoveren tot tropische depressie 6 op 1400 km ten oostnoordoosten van Puerto Rico op 22 augustus. Tropische depressie 6 trok naar het noordwesten en aanvankelijk heerste er een lichte stroming in de atmosfeer, die verdere ontwikkeling onderdrukte. Op 25 en 26 augustus was tropische depressie 6 bijna stationair en begon aan kracht toe te nemen. Op 25 augustus promoveerde tropische depressie 6 tot tropische storm Emily op 1600 km ten oosten van Florida en op 26 augustus héél even tot orkaan. Ten noorden van Emily was een hogedrukgebied ontstaan, waaromheen zij naar het westen koerste. Op 27 augustus werd Emily opnieuw een orkaan en behield die status. Door een trog van lage druk, die ten noorden van haar passeerde kon Emily op 28 augustus naar het noordwesten afbuigen. Zij koerste af op Outer Banks, North Carolina en nam in kracht toe. Voordat zij de kust bereikte, boog ze af naar het noorden en noordnoordoosten, terug de Atlantische Oceaan op.
Emily kwam zo dicht bij de kust, dat haar oogrokken aan land kwamen. Drie uur nadat het centrum van haar oog het dichtst bij de kust gelegen was, bereikte zij haar hoogtepunt op middernacht (UTC), 1 september met windsnelheden tot 185 km/uur en een minimale druk van 960 mbar. Op dat moment was Emily een orkaan van de derde categorie en aan land werden ook winden waargenomen van deze sterkte. Op 2 september draaide Emily naar het oosten en kwam boven koeler water, waardoor zij op 3 september tot tropische storm degradeerde en de volgende dag tot tropische depressie. Tropische depressie Emily verloor op 6 september haar tropische kenmerken en loste spoedig daarna op. Emily eiste drie mensenlevens en veroorzaakte $35 miljoen aan schade, voornamelijk ten gevolge van 553 woningen aan de kust van North Carolina, die onbewoonbaar waren geworden door de storm.

### Orkaan Floyd
Ook tropische depressie 7 kwam voort uit een tropische golf. Deze tropische golf vertrok op 28 augustus van de Afrikaanse kust westwaarts en had boven Afrika al een lagedrukgebied aan de oppervlakte ontwikkeld. Boven de Atlantische Oceaan ontwikkelde aanvankelijk met tussenpozen convectie, maar een dag later was alle convectie verdwenen. Pas halverwege de oceaan kreeg de tropische golf kans zich opnieuw te ontwikkelen tot tropische onweersstoring, maar stroming in de atmosfeer hield verdere ontwikkeling vooralsnog tegen. De tropische onweersstoring trok naar het noordwesten en promoveerde op 7 september op 270 km ten noorden van de Maagdeneilanden tot tropische depressie 7 en een paar uur later tot tropische storm Floyd. Floyd was ingeklemd tussen een hogedrukgebied ten oosten van hem en een trog van lage druk aan zijn noordwestflank. Hierdoor werd Floyd naar het noordoosten geslingerd en zijn verdere ontwikkeling voorlopig onderdrukt door de sterke stroming. Op 8 september passeerde Floyd ten westen van Bermuda en daarna verdween de stroming en kwam Floyd boven de warme golfstroom terecht, zodat Floyd snel aan kracht won. Op 9 september bereikte Floyd als orkaan zijn hoogtepunt met windsnelheden van 120 km/uur en een druk van 990 mbar. Floyd draaide bij naar het oosten en verliet de golfstroom, zodat hij boven koeler water (19°C) op 10 september zijn tropische kenmerken verloor. De extratropische Floyd begon nu echter nog aan kracht toe te nemen en uit te diepen. Floyd landde als extratropische storm met orkaankracht op 13 september op de kust van Bretagne met windsnelheden van 130 km/uur en een druk van 966 mbar. Over de schade die de storm in Frankrijk heeft aangericht is weinig bekend.

### Orkaan Gert – Tropische depressie 14-E
Op 5 september vertrok een tropische onweersstoring van de Afrikaanse kust snel westwaarts. De storing trok zo zuidelijk, dat hij over de doldrums trok, die de convectie stimuleerden. In de storing ontstond een lagedrukgebied, dat werd waargenomen toen het op 11 september over Trinidad trok. Het lagedrukgebied trok verder over het uiterste noorden van Zuid-Amerika en kwam ten slotte boven het zuidwesten van de Caraïbische Zee ten noorden van Panama terecht. Nu werden de omstandigheden in de hogere lagen van de atmosfeer gunstig en op 14 september ontstond tropische depressie 8 op 170 km ten noorden van Panama. Tropische depressie 8 trok naar het noordwesten en promoveerde op 15 september tot tropische storm Gert, vlak voordat hij landde in Nicaragua als minimale tropische storm. Zes uur na landing, op 16 september degradeerde Gert tot tropische depressie. Omdat Gert een omvangrijke cycloon was; zijn circulatie reikte van de Grote Oceaan tot de Caraïbische Zee, kon hij als tropische cycloon overleven boven het bergachtige Nicaragua. Op 17 september kwam Gert boven de Baai van Honduras en werd opnieuw een tropisch storm. Op 18 september landde Gert opnieuw als minimale tropische storm nabij Belize City. Een rug van hoge druk boven het westen van de Golf van Mexico dwong Gert tot een meer westelijke koers en Gert trok over het schiereiland Yucatán en degradeerde na landing tot tropische depressie. Dezelfde dag nog kwam Gert boven de Golf van Campeche en zijn beweging westwaarts vertraagde, waardoor hij nu boven open zee de tijd had om in kracht toe te nemen. Op 19 september promoveerde Gert voor de derde maal tot tropische storm en op 20 september tot orkaan. Gert landde op zijn hoogtepunt op 20 september als orkaan van de tweede categorie ten noorden van Tuxpan in de staat Veracruz met windsnelheden van 157 km/uur en een minimale druk van 970 mbar. De zuidelijke oogrok van Gert trok recht over Tuxpan. Op 21 september degradeerde Gert tot tropische storm en tropische depressie en trok snel over de Sierra Madre. Gert behield echter zijn tropische status, toen hij boven de Grote Oceaan verscheen. Daarom werd Gert herdoopt tot tropische depressie 14-E. Na 2001 zou dat niet meer zijn voorgekomen; tropische cyclonen, die hun identiteit weten te handhaven tot in het bassin van de Grote Oceaan blijven sindsdien hun Atlantische naam behouden. Gert eiste 76 mensenlevens, ten gevolge overstromingen, modderstromen en aardverschuivingen in Nicaragua, Honduras, Costa Rica, El Salvador en Mexico. Grote schade werd aangebracht aan wegen, bruggen en huizen. Honderdduizend mensen werden dakloos en in Mexico werd grote schade toegebracht aan de koffie-, soja-, bonen- en maïsteelt.

### Orkaan Harvey
Tropische depressie 9 vormde zich op 18 september uit een tropische onweersstoring op 630 ten zuidzuidoosten van Bermuda. Tropische depressie 9 koerste aanvankelijk noordwaarts, maar boog al snel naar het noordoosten af, toen er vanuit het westen een trok van lage druk naderde. Daarna organiseerde de convectie rond tropische depressie 9 zich snel en tropische depressie 9 promoveerde op 20 september tot tropische storm Harvey. Dezelfde dag, twaalf uur later werd Harvey heel even een orkaan met windsnelheden van 120 km/uur en een druk van 960 mbar. Harvey kwam boven koeler water en degradeerde zes uur later op 21 september tot tropische storm, die zijn tropische kenmerken begon te verliezen. De extratropische Harvey werd op 22 september opgenomen door een front.

### Tropische depressie 10
Tropische depressie 10 ontstond op 28 september net ten oosten van Bermuda en trok langzaam noordwaarts. Op 1 september werd tropische depressie 10 opgenomen door een koufront. Tropische depressie 10 bereikte windsnelheden van 56 km/uur en een druk van 1008 mbar, maar beïnvloedde het weer op Bermuda nauwelijks.

## Namen
De lijst met namen voor 1993 was dezelfde als die van 1987. Er werden geen namen geschrapt en de lijst werd opnieuw gebruikt in 1999.
| - Arlene - Bret - Cindy - Dennis - Emily - Floyd - Gert | - Harvey - Irene (niet gebruikt) - Jose (niet gebruikt) - Katrina (niet gebruikt) - Lenny (niet gebruikt) - Maria (niet gebruikt) - Nate (niet gebruikt) | - Ophelia (niet gebruikt) - Philippe (niet gebruikt) - Rita (niet gebruikt) - Stan (niet gebruikt) - Tammy (niet gebruikt) - Vince (niet gebruikt) - Wilma (niet gebruikt) |